# Gończy Schillera
Gończy Schillera – rasa psów, należąca do grupy psów gończych, zaklasyfikowana do sekcji średnich psów gończych. Podlega próbom pracy.

## Rys historyczny
Gończy Schillera pochodzi od lokalnie hodowanych psów myśliwskich. Ukształtowanie rasy dokonało się w XIX wieku, a jej twórcą był Per Schiller, który postawił sobie za cel wyhodowanie lekkiego, szybkiego psa gończego. Hans Räber podaje, że jeszcze jednym z powodów utworzenia własnej rasy przez Schillera, była niechęć do psów gończych z białymi znaczeniami. Sprowadził on gończe z Niemiec, gończymi ze Szwajcarii o umaszczeniu czarno-rudym, w typie gończego z Argowii. Do powstania rasy został użyty także pies rasy harrier. Ściśle stosowany chów wsobny pozwolił Schillerowi uzyskać psy bez znaczeń białych, pomimo zastosowania w krzyżowaniu psów angielskich trójkolorowych.  Powstałą rasę nazwano jego imieniem i uznano  w 1907 roku przez szwedzki Kennel Club. 

## Wygląd
Pies o proporcjonalnej lekkiej budowie. Uszy gończego Schillera są miękkie, osadzone wysoko i wiszące płasko przy głowie. Łapy zwarte, z dużymi, mocnymi opuszkami, dzięki którym gończy Schillera pracować może w trudnym terenie. Włos jest krótki, ale gęsty, dający ochronę przed mrozami. 

## Szata i umaszczenie
Maść może być tylko ruda z czarnym czaprakiem. 

## Zachowanie i charakter
Gończy Schillera jest psem o dużej wytrzymałość w biegu i szybkości. W pracy cechuje się dokładnością, a w tropieniu używa dolnego wiatru. Posiadają silnie wyostrzony zmysł węchu.

## Użytkowość
Gończy Schillera jest psem myśliwskim wykorzystywanym do polowania przede wszystkim na lisy, także na zające bielaki.  W pracy tropi i osacza zwierzynę do nadejścia myśliwego. Psy tej rasy odporne są na ból (zranienia w szuwarach i zaroślach). Dokładnie trzymają się tropu dzięki „dolnemu wiatrowi”. 
W Szwecji chcąc spowodować wzrost liczebności saren preferowano psy, które najlepiej polowały na lisa i jednocześnie nie wykazywały zainteresowania sarnami. Zorganizowano próby pracy, które miały wyłonić psy najlepiej predysponowane do tego typu zadań. Pierwsze miejsce w tym konkursie zdobył pies gończy Schillera - „Tuveskogens Bruno”. 

## Zdrowie i pielęgnacja
Rasa ta dobrze hoduje się w kojcach – nie lubi zbyt suchych i przegrzanych pomieszczeń.

## Popularność
Poza Szwecją psy te nielicznie hodowane są tylko w Skandynawii.